# Hena Kurtagić
Hena Kurtagić (in serbo Хена Куртагић?; Novi Pazar, 27 agosto 2004) è una pallavolista serba, centrale della Pro Victoria.

## Carriera

### Club
La carriera da professionista di Hena Kurtagić inizia nella stagione 2019-20, quando debutta in Superliga con il TENT: vi milita per un quadriennio, aggiudicandosi uno scudetto. Nel campionato 2023-24 si trasferisce in Ligue A, ingaggiata dal Neptunes de Nantes, con cui vince la Coppa di Francia, mentre nel campionato seguente è di scena nella Serie A1 italiana, indossando la casacca della Pro Victoria.

### Nazionale
Fa parte della nazionale serba under 16 impegnata al campionato europeo 2019, mentre con l'under 17 vince la medaglia di bronzo al campionato europeo 2020, venendo insignita del premio come miglior centrale. Con l'under 19 viene premiata come miglior centrale al campionato mondiale 2021, mentre con l'under 19 vince due argenti al campionato europeo 2020 e 2022, impreziositi da altrettanti riconoscimenti come miglior centrale; conquista poi un bronzo con l'under 20 al campionato mondiale 2021, anche in questo caso riconosciuta come miglior centrale del torneo.
Nel 2022 debutta in nazionale maggiore ai XIX Giochi del Mediterraneo, dove vince la medaglia di bronzo, mentre un anno dopo si aggiudica l'argento al campionato europeo.

## Palmarès

### Club
- Campionato serbo: 1

2019-20
- Coppa di Francia: 1

2023-24

### Nazionale (competizioni minori)
- Campionato europeo under 19 2020
- Campionato europeo under 17 2020
- Campionato mondiale under 20 2021
- Giochi del Mediterraneo 2022
- Campionato europeo under 19 2022

### Premi individuali
- 2020 - Campionato europeo under 19: Miglior centrale
- 2020 - Campionato europeo under 17: Miglior centrale
- 2021 - Campionato mondiale under 20: Miglior centrale
- 2021 - Campionato mondiale under 18: Miglior centrale
- 2022 - Campionato europeo under 19: Miglior centrale
- 2024 - Campionato mondiale per club: Miglior centrale[18]
- 2025 - Champions League: Miglior centrale[19]